# Bodelschwinghkirche (Wechte)

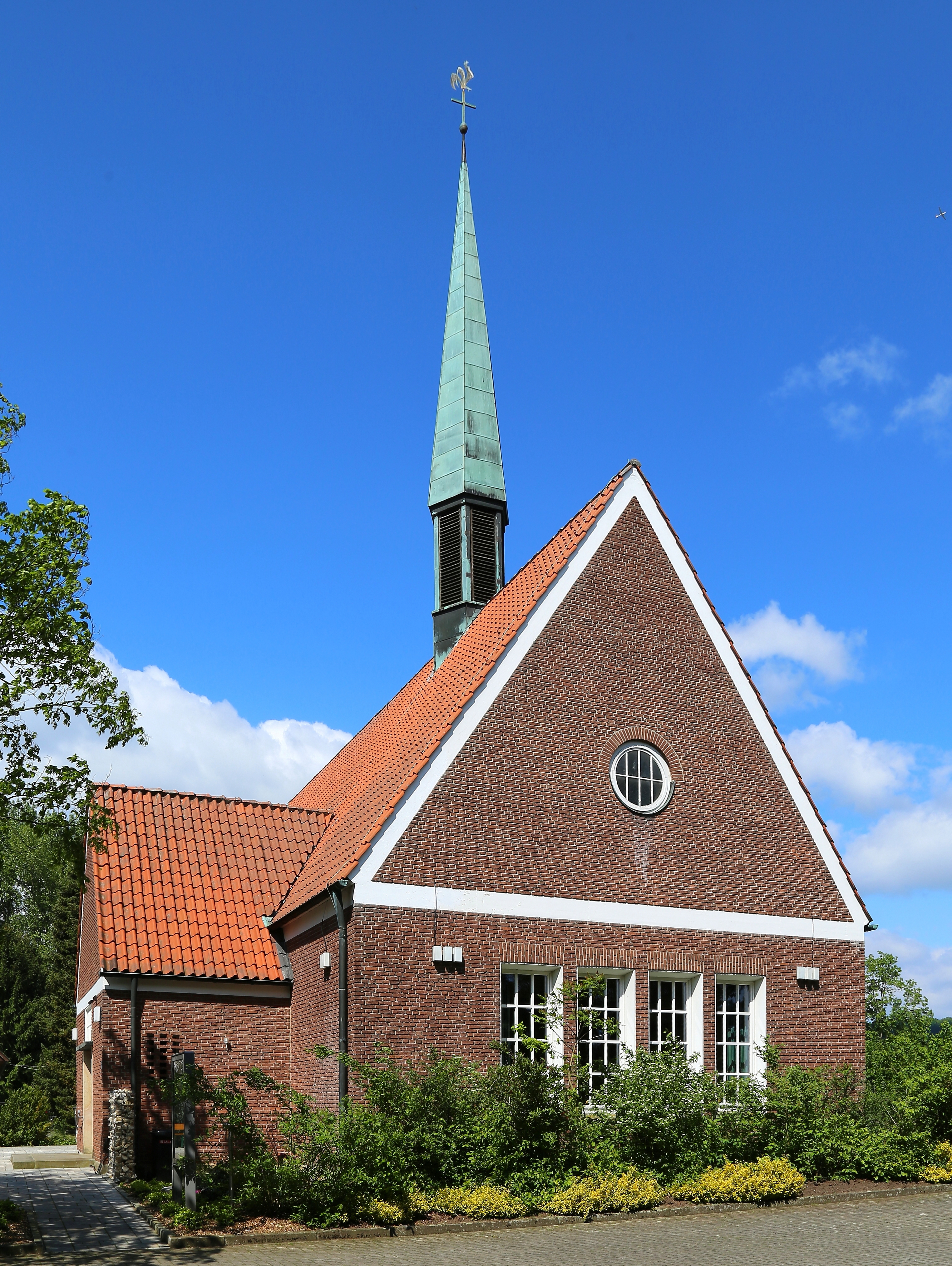
Bodelschwinghkirche

Die Bodelschwinghkirche ist eine Kirche in Wechte, einem Ortsteil der Stadt Lengerich. Sie gehört zur Evangelischen Kirchengemeinde Lengerich im Kirchenkreis Tecklenburg der Evangelischen Kirche von Westfalen.
Benannt ist die Kirche nach dem evangelischen Theologen Friedrich von Bodelschwingh.

## Baubeschreibung
Die Kirche ist ein eingeschossiger, verklinkerter Bau mit einem ziegelgedeckten Satteldach und mit einem seitlichen Anbau, in dem sich das Portal zur Kirche öffnet. Der Dachreiter ist mit Kupferblech gedeckt. Der Saal ist gegliedert in einen Gemeinderaum und den eigentlichen Kirchenraum. Der Altarraum ist leicht erhöht und außer dem Altar auch mit der Orgel, einer Kanzel und einem Taufbecken ausgestattet. Über dem Altar hängt ein Relief aus Bronze mit einer Darstellung des Abendmahls. Die Kirche wird durch ein Buntglasfenster im Altarbereich, das aus verschiedenen farbigen Rechtecken besteht, beleuchtet, sowie durch vier weitere schlichte Fenster.

## Geschichte
1961 wurde der Grundstein zum Kirchbau gelegt; zwei Jahre später war die Kirche fertiggestellt. Im Jahr 1965 wurde die Alfred-Führer-Orgel eingebaut. 1977 erhielt der Innenraum ein bronzenes Abendmahlsbild von Wolfgang Kreutter, das die zwölf Jünger identisch dargestellt, um die Ebenbildlichkeit aller Menschen mit Gott und Christus zu verdeutlichen. 2008 wurde ein Trägerverein gegründet.